# おとぎ奉り
『おとぎ奉り』（おとぎまつり）は、月刊コミックガムで連載されていた井上淳哉による漫画作品。同誌2008年8月号にて連載終了。

## あらすじ
本作は小京都として知られる「K県宮古野市（みやこのし）」を舞台に描かれている。平和な田舎町である宮古野市に突如「眷族」という妖怪が現れ、人々に襲い掛かる。人々が途方にくれた頃、主人公の駿河妖介はひょんな事から「朱雀の神器」を授かり、眷族と戦う宿命を背負う事になるが…。

## 主要登場人物
駿河 妖介（するが ようすけ）
朱雀の神器使いで、本作の主人公。ある日、六条神社にある朱雀の祠を誤って壊してしまった妖介は、知らず朱雀の力を宿してしまう。その後、朱雀に自らの未来（つまりは寿命）を奉ってしまった妖介は、それと引き換えに神器「朱雀の弓」を授かる。後の戦いで神器の力を引き出し、ホーミング、物体貫通、（撃った後の）矢の分裂が出来るようになる。最終的に矢の弾数制限を瞬時に補える「本命昇供の矢」を朱雀から授かることが可能になったが、矢一本につき残りの寿命から一日を差し出さねばならない。劇中矢を大量に授かった時は髪の色が落ちてしまった。妖介に限らず、神器使いは眷属が発生してから丸一年戦い続けねばならない（一度発生すると周期的に発生するため）。一応眷属をすべて倒せば奉ったものは返ってくると信じて戦ってはいるが、実際どうなるかは判らない。
因幡 よもぎ（いなば よもぎ）
見鬼の能力を持ち、神器使い以外には見えない神器などを見ることができる。また、よもぎの手助けをする5匹のキツネが憑いている。六条神社に住んでいる。
後半では祖父の残した文献から陰陽術を学び、健二の神器の暴走を沈めるほか眷属との戦闘でも確かな戦力として成長した。ちなみに彼氏持ち。
山城 潤子（やましろ じゅんこ）
一般人。妖介とは幼い頃からの知り合いであり、密かに想いを寄せている。
物語後半、乗っていた特急列車が戦闘に巻き込まれ脱線。列車内で民間人の避難を誘導していたが脱出が間に合わず、列車と共に一人崖から落下し特に頭部に重傷を負ってしまう。一命は取り留めたものの今までの記憶はおろか、生活に必要な記憶の大部分を失ってしまったため、言葉が使えなくなるなど（器官が傷つき物理的に発声が出来なくなったわけではない）、介護無しにはまともに生活が出来なくなってしまった。
大隅 太一（おおすみ たいち）
妖介の友人。
小学生の頃から妖介、潤子、健二とつるんでいた。
蝦夷 龍一（えぞ りゅういち）
青龍の神器使い。3年生の日本史を担当する教師であり、後に妖介達の担任となる。宿していた青龍の力が神器として発現したと同時に髪の色が真っ白になった。
学生の頃、まだ青龍の祠が取り壊される以前に光る御神体を祠から盗んでしまう。このときに青龍を宿す。契約として奉りものを要求されたが、嫌な予感から一番大切でないもの、「味覚」と答えた。その後今回の眷属の発生と共に青龍の槍を発現。
しかし物語後半、奉りものは価値のあるものでなければ神器は真の力を発揮しないと青龍に言われ（実際槍は一撃のパワーが足りていなかった）、窮地にあったこともあり、嗅覚を奉り（最終話にて判明。）、二本目の槍を授かる。最終戦においては視覚を奉ることで槍の威力が強力なものになり、聴覚による圧倒的な空間認識力を授かった。
美河 いろり（みかわ いろり）
玄武の神器使い。いろりがまだ母胎に居る時、玄武の問い掛けに対し、無意識の内に母そのものを奉り、神器「玄武の盾」を授かる。このことから彼女は神器を母と呼んでいる。継母とはあまり上手くいっていないようだ。
玄武の盾は実際に盾として使うほか、受ける力をそのまま跳ね返すことが出来る。通常跳ね返しは一瞬で終わってしまうが、常に働きかけられている力、重力を反発させ続けて空を飛んだりも出来る。重力が働きかけているので、ある程度の跳ね返し（衝撃波の発生）は好きな時に使える。劇中玄武は後に新能力が発現したり、後から何かを奉ったりしていない唯一の神器。
甲斐 健二（かい けんじ）
白虎の神器使いで、妖介とは幼い頃からの知り合いでもある。妖介達と癸（みずのと）の眷族との戦いに巻き込まれ、逃げた先で白虎の力を宿し、友（の命）を奉ってしまう。神器「白虎の爪」を授かる。
神器使いになった後も「友人を殺した」という自責の念から逃れられず、精神的に不安定なままだったので、神器の本来の能力を発揮できないままでいた。
物語後半、ついに神器が変調をきたしまともに発動さえできなくなる。その後よもぎの儀式によって白虎と向き合い、決心をつけた後は篭手の爪が大きくなり、やはり髪の色が抜けてしまった。
その後の眷属との戦闘で、順子達が乗る特急列車に眷属ごと追突され右腕の肘から先を失ってしまう。それ以降の戦闘では神器を発現させた時だけ、半透明の仮初の腕が再生されるようになった
大和 林檎（やまと りんご）
よもぎと同様に見鬼の能力を持つが、よもぎのそれと比べ劣っているようである。四ヶ峰山で出会った豆狸の「ムーちゃん」が常に側に居るようである。妖介に想いを寄せている。

## 単行本
・旧版

ガムコミックスとして、ワニブックスより発行。

1. ISBN 978-4847034374
2. ISBN 978-4847034480
3. ISBN 978-4847034619
4. ISBN 978-4847034763
5. ISBN 978-4847034923
6. ISBN 978-4847035111
7. ISBN 978-4847035418
8. ISBN 978-4847035661
9. ISBN 978-4847035890
10. 通常版：ISBN 978-4847036125
初回限定版（第零巻付き）：ISBN 978-4847036132
11. ISBN 978-4847036286
12. 通常版：ISBN 978-4847036538
初回限定版（小冊子付き）：ISBN 978-4847036545

全12巻
※ 10巻と12巻にある初回限定版と通常版は、それぞれ異なったカバーイラストになっている。

・新装版

バンチコミックスデラックスとして、新潮社より発行。

1. ISBN 978-4107716095
2. ISBN 978-4107716101
3. ISBN 978-4107716118
4. ISBN 978-4107716125
5. ISBN 978-4107716132
6. ISBN 978-4107716149

全8巻予定

## 雑記
本作のキャラクターは、作者の井上淳哉がケイブ社員だった頃に製作に関わったシューティングゲーム『エスプレイド』や『ぐわんげ』等の影響を強く受けている。主な具体例としては以下のようなものがある。
- 駿河 妖介＝相模 祐介
- 美河 いろり＝美作 いろり
- 黒川 覚＝近江 覚
- 蝦夷 龍一＝蝦夷 龍一

いずれも『エスプレイド』からのリボーンキャラ。ただし蝦夷 龍一は初期案に存在したプレイヤーキャラである。
特に前者二人は癸の章では『エスプレイド』での衣装を思わせる服装を披露している。
癸の眷属「瀞主」の戦闘形態も、翼が無い・甲羅を背負っているなどの相違点はあるものの近江 覚の戦闘形態に酷似している。
- 己の眷属「猫蜘蛛」は『ぐわんげ』の3面ボスとして登場したものとほぼ同一。

デザイン・設定上の原案レベルまでを含めれば他にも多数のキャラに類似点が見られ、一種のスター・システムとして以前からのファンへのサービス的な要素が強い。しかしこれらの要素を抑える宣言をした「癸の章」以降ではゲームキャラクターを思わせる要素は大幅に減っている。
- 題字の揮毫は東京書道院所属の「若林實山」によるもの。若林氏はケイブ社員のグラフィッカーで、『ぐわんげ』『怒首領蜂』シリーズなどのタイトルロゴの揮毫を行っている人物。
- 本作の舞台であるK県宮古野市は、作者の出身地である高知県四万十（しまんと）市がモデルとなっている。
- 本作のフランス語版の単行本にのみ、巻末に「ぐわんげ」の紹介ページが掲載されている。